# Caroline (Schiff, 1914)
HMS Caroline war ein Leichter Kreuzer der britischen Marine und diente bis 2011 als Trainingsschiff in Belfast. Sie ist das letzte erhaltene Kriegsschiff, das an der Skagerrakschlacht beteiligt war. Nach ihrer Ausmusterung wurde sie vom National Museum of the Royal Navy übernommen.
Das Schiff ist seit Juni 2016 als Museumsschiff in Belfast der Öffentlichkeit zugänglich und kann sowohl von innen als auch von außen besichtigt werden.

## Geschichte
Die Caroline wurde bei Cammell, Laird & Company in Birkenhead innerhalb von nur neun Monaten gebaut und am 4. Dezember 1914 als erstes Schiff ihrer Klasse offiziell in Dienst gestellt. Während des Ersten Weltkriegs war sie mit der Grand Fleet in der Nordsee im Einsatz und nahm 1916 an der Skagerrakschlacht teil. Ab 1918 war sie in Aden stationiert und operierte im Indischen Ozean. 1924 wurde die Caroline zum Trainingsschiff der Marinereserve umfunktioniert und in Belfast vertäut, wobei die Bewaffnung entfernt wurde.

## Museumsschiff

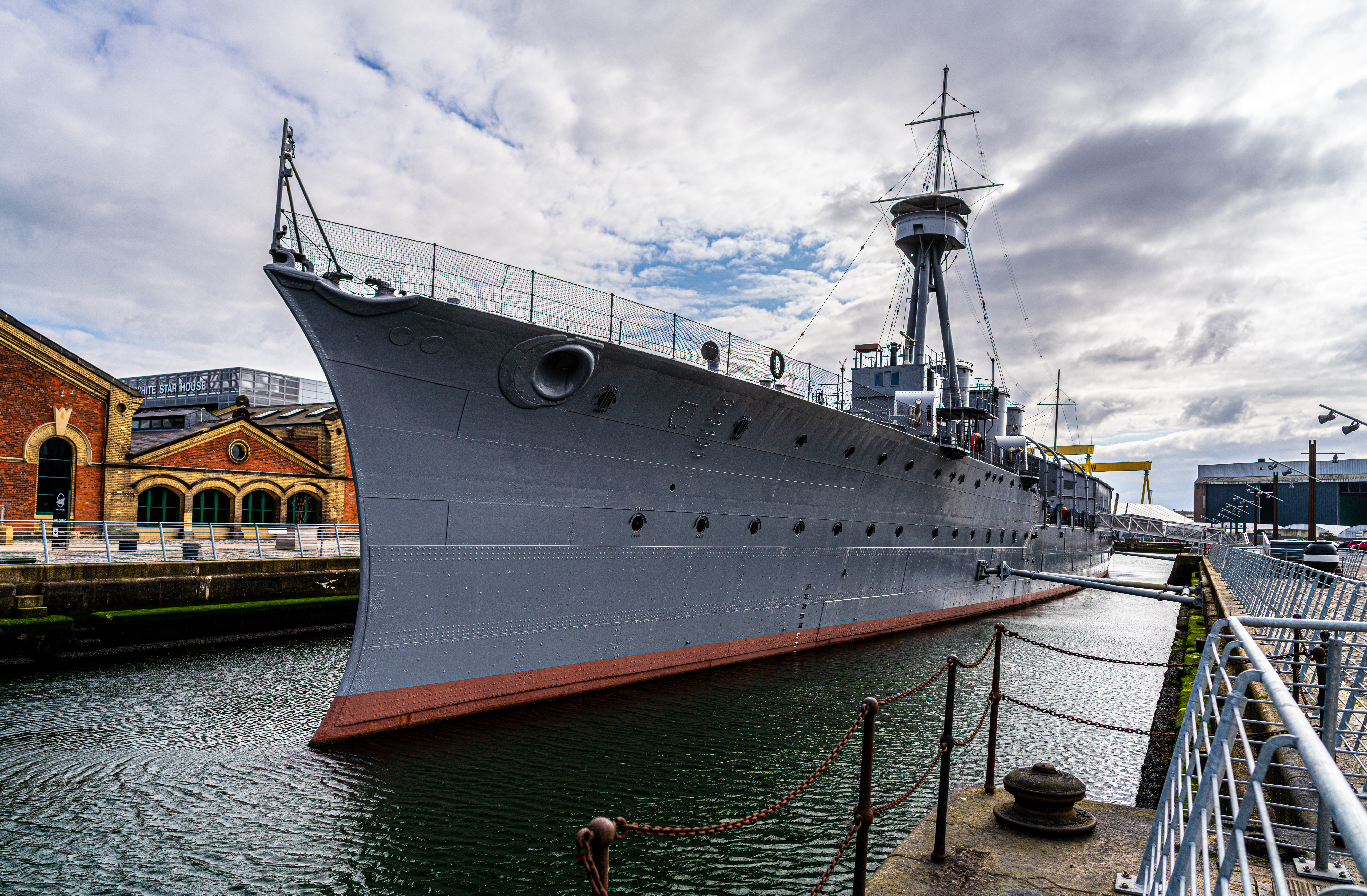
Die Caroline im Alexandra Dock in Belfast

Am 1. Dezember 2009 wurde die Royal Naval Reserve Unit HMS Caroline offiziell aufgelöst und gleichzeitig als Royal Naval Reserve Unit HMS Hibernia in den Thiepval Barracks in Lisburn neu gegründet. Die Caroline wurde am 31. März 2011 außer Dienst gestellt und an das National Museum of the Royal Navy übergeben. Sie liegt heute als Museumsschiff im Alexandra Dock, dem Standort des Museums in Belfast.
Zum Zeitpunkt ihrer Ausmusterung war die Caroline nach der Victory das älteste aktive Kriegsschiff der Royal Navy und nach der Victory und der Constitution das drittälteste weltweit.